# Melgar
Melgar là một khu tự quản thuộc tỉnh Tolima, Colombia. Thủ phủ của khu tự quản Melgar đóng tại Melgar Khu tự quản Melgar có diện tích 290 ki lô mét vuông. Đến thời điểm ngày 28 tháng 5 năm 2005, khu tự quản Melgar có dân số 21624 người.